# NWA United States Heavyweight Championship (Chicago version)
L'NWA United States Heavyweight Championship (Chicago version), di rado promosso come NWA United States Television Championship, è stato un titolo di wrestling promosso dalla Fred Kohler Enterprises, territorio della National Wrestling Alliance (NWA) attivo nella zona di Chicago.
Il titolo fu attivo dal 1953 al 1963, quando la federazione terminò l'affiliazione con la National Wrestling Alliance.

## Storia
Il titolo fa parte di una serie di riconoscimenti con lo stesso nome promossi dai territori della NWA. Il territorio di Chicago, gestito dalla Fred Kohler Enterprises, fu il primo a promuovere stabilmente una sua versione nel 1953, iniziando a riconoscere come campione Verne Gagne, al quale assegnò il titolo d'ufficio. 
Quando nel febbraio 1963 la Fred Kohler Enterprises cessò la sua affiliazione con la National Wrestling Alliance per fondare la International Wrestling Alliance, il titolo fu disattivato e sostituito nel territorio dall'IWA United States Heavyweight Championship.

## Albo d'oro
| Legenda  |                                                                               |
| -------- | ----------------------------------------------------------------------------- |
| #        | Indica il numero del regno titolato                                           |
| Regno    | Viene indicato il numero del regno del campione                               |
| Data     | La data in cui il titolo è stato vinto                                        |
| Località | Indica il luogo in cui il titolo è stato vinto                                |
| Note     | Indica notizie particolari riguardanti i cambi di titolo o altre informazioni |

| #                          | Campione         | Regno | Data              | Giorni | Località           | Evento     | Note | Fonti |
| -------------------------- | ---------------- | ----- | ----------------- | ------ | ------------------ | ---------- | --- | ----- |
| 1                          | Verne Gagne      | 1     | 5 settembre 1953  | 945    | Chicago, Illinois  | --         | La Fred Kohler Enterprises assegnò d'ufficio il titolo a Gagne. |       |
| 2                          | Wilbur Snyder    | 1     | 7 aprile 1956     | 161    | Chicago, Illinois  | House show | |       |
| 3                          | Hans Schmidt     | 1     | 15 settembre 1956 | 157    | Chicago, Illinois  | House show | |       |
| —                          | Vacante          | —     | 19 febbraio 1957  | —      | —                  | —          | Il titolo fu reso vacante quando una difesa titolata contro Snyder terminò in pareggio. Inizialmente Snyder fu riconosciuto vincitore, ma la decisione fu in seguito revocata dalla NWA.                                                                                    |       |
| 4                          | Wilbur Snyder    | 2     | 4 marzo 1957      | 284    | Kenosha, Wisconsin | House show | In uno spareggio contro Schmidt per riassegnare il titolo vacante. Snyder perse un incontro titolato contro Dick the Bruiser il 1° giugno 1957, ma la NWA non riconobbe il cambio di titolo.                                                                                |       |
| 5                          | Dick the Bruiser | 1     | 13 dicembre 1957  | 119    | Chicago, Illinois  | House show | |       |
| 6                          | Verne Gagne      | 1     | 11 aprile 1958    | 407    | Chicago, Illinois  | House show | In alcune occasioni durante questo regno Dick the Bruiser continuò ad essere promosso come campione. |       |
| 7                          | Wilbur Snyder    | 3     | 23 maggio 1959    | --     | Detroit, Michigan  | House show | Quando Fred Kohler e il presidente del territorio di Detroit Jim Barnett cessarono la loro collaborazione nel gennaio 1960, la Fred Kohler Promotion smise di riconoscere come campione Snyder, che venne riconosciuto come detentore della versione di Detroit del titolo. |       |
| 8                          | Buddy Rogers     | 1     | aprile 1960       |        | --                 | --         | |       |
| —                          | Vacante          | —     | 30 giugno 1960    | —      | —                  | —          | Il titolo fu reso vacante quando Rogers vinse il NWA World Heavyweight Championship. |       |
| Storia del titolo non nota |                  |       |                   |        |                    |            | |       |
| 9                          | Angelo Poffo     | 1     | marzo 1962        | --     | --                 | --         | Poffo era riconosciuto solo in parte del territorio del Michigan. |       |
| 10                         | Billy Goelz      | 1     | 10 aprile 1962    | --     | Holland, Michigan  | --         | |       |
| 11                         | Larry Chene      | 1     | dicembre 1962     | --     | --                 | --         | |       |
| —                          | Disattivato      | —     | febbraio 1963     | —      | —                  | —          | Quando la Fred Kohler Enterprises lasciò la NWA per fondare la International Wrestling Alliance il titolo fu disattivato e sostituito dall'IWA United States Heavyweight Championship.                                                                                      |       |